# Niğde
Niğde este un oraș din Turcia.